# Мистер Фрост
«Мистер Фрост» (англ. Mr.Frost) — кинофильм, триллер, фильм ужасов режиссёра Филиппа Сетбона.

## Сюжет
Полицейский инспектор Детвейлер получает сведения о том, что в саду у некоего мистера Фроста может быть закопан труп. Мистера Фроста вызывают в полицию, и он любезно сообщает, что мертвые тела в его саду есть. Фроста из-за подозрения в невменяемости помещают в психиатрическую клинику, а в его саду находят 24 трупа.
Полиция не может опознать личность и даже узнать имя мистера Фроста. Таинственный пациент в течение двух лет находится под принудительным лечением и не говорит ни слова. Не преуспев в лечении Фроста в столичной клинике, его переводят в провинциальную больницу. Здесь Фрост встречается с новым врачом Сарой Дей и неожиданно прерывает молчание. Детектив Детвейлер тем временем продолжает расследование и начинает подозревать, что под личиной человека скрывается нечто более страшное. Сара поначалу не прислушивается к предупреждению. Однако Фрост демонстрирует умения, которые явно неподвластны обычным людям.

## В ролях
- Джефф Голдблюм — мистер Фрост
- Алан Бейтс — инспектор Феликс Детвейлер
- Кэти Бейкер — доктор Сара Дей
- Жан-Пьер Кассель — инспектор Карели
- Ролан Жиро — доктор Рейнхардт
- Винсент Скьявелли — Анжело
- Катрин Аллегре — доктор Корбин